# Antonio Hidalgo
Antonio Hidalgo (* 8. Februar 1979 in Granollers, Spanien) ist ein ehemaliger spanischer Fußballspieler,.

## Spielerkarriere
Antonio Hidalgo startete seine Karriere als Fußballer 1998 in der zweiten Mannschaft des FC Barcelona. Nach zwei Jahren wechselte er zum Zweitligisten CD Teneriffa. Mit den Kanariern stieg er gleich im ersten Anlauf in die Primera División auf. Es folgte jedoch der direkte Wiederabstieg und die folgenden drei Jahre verbrachte Antonio Hidalgo als Stammspieler mit seiner Mannschaft in der zweiten Liga.
Im Sommer 2005 wechselte Hidalgo zum Erstligisten FC Málaga. In seinem ersten Jahr in Spaniens höchster Liga musste er jedoch mit seiner neuen Mannschaft als Tabellenletzter absteigen. Auch die folgende Saison lief nicht viel besser und der Verein wäre fast in die Drittklassigkeit durchgereicht worden. In der Saison 2007/2008 gelang auch dank eines starken Antonio Hidalgo der Wiederaufstieg Málagas. Er jedoch ging zum Erstliga-Absteiger Real Saragossa. Dort war er in der Spielzeit 2008/09 zunächst Stammkraft, saß im weiteren Verlauf der Hinrunde aber meist auf der Ersatzbank. Für die Rückrunde wurde er an Erstligist CA Osasuna ausgeliehen. Dort kam er vornehmlich als Einwechselspieler zum Zuge.
Im Sommer 2009 verließ er Real Saragossa und wechselte zu Zweitligist Albacete Balompié. Er kämpfte mit seiner Mannschaft in der Saison 2009/10 um den Klassenerhalt. Mitte 2010 kehrte er zu CD Teneriffa zurück, das gerade in die Segunda División abgestiegen war. Er stieg mit dem Klub abermals ab. Anschließend war er ein halbes Jahr ohne Verein, ehe er Anfang 2012 bei Aufsteiger CE Sabadell in der Segunda División anheuerte. Mit seiner neuen Mannschaft kämpfte er stets gegen den Abstieg und war Stammkraft im Sturm. Am Ende der Saison 2014/15 konnte er den Abstieg nicht mehr vermeiden. Er verließ den Klub, um für UE Cornellà in der Segunda División B zu spielen. Dort beendete er Ende 2015 seine Laufbahn.

## Erfolge
- 2000/2001 – Aufstieg in die Primera División mit CD Teneriffa
- 2007/2008 – Aufstieg in die Primera División mit FC Málaga